# Christine Labrie

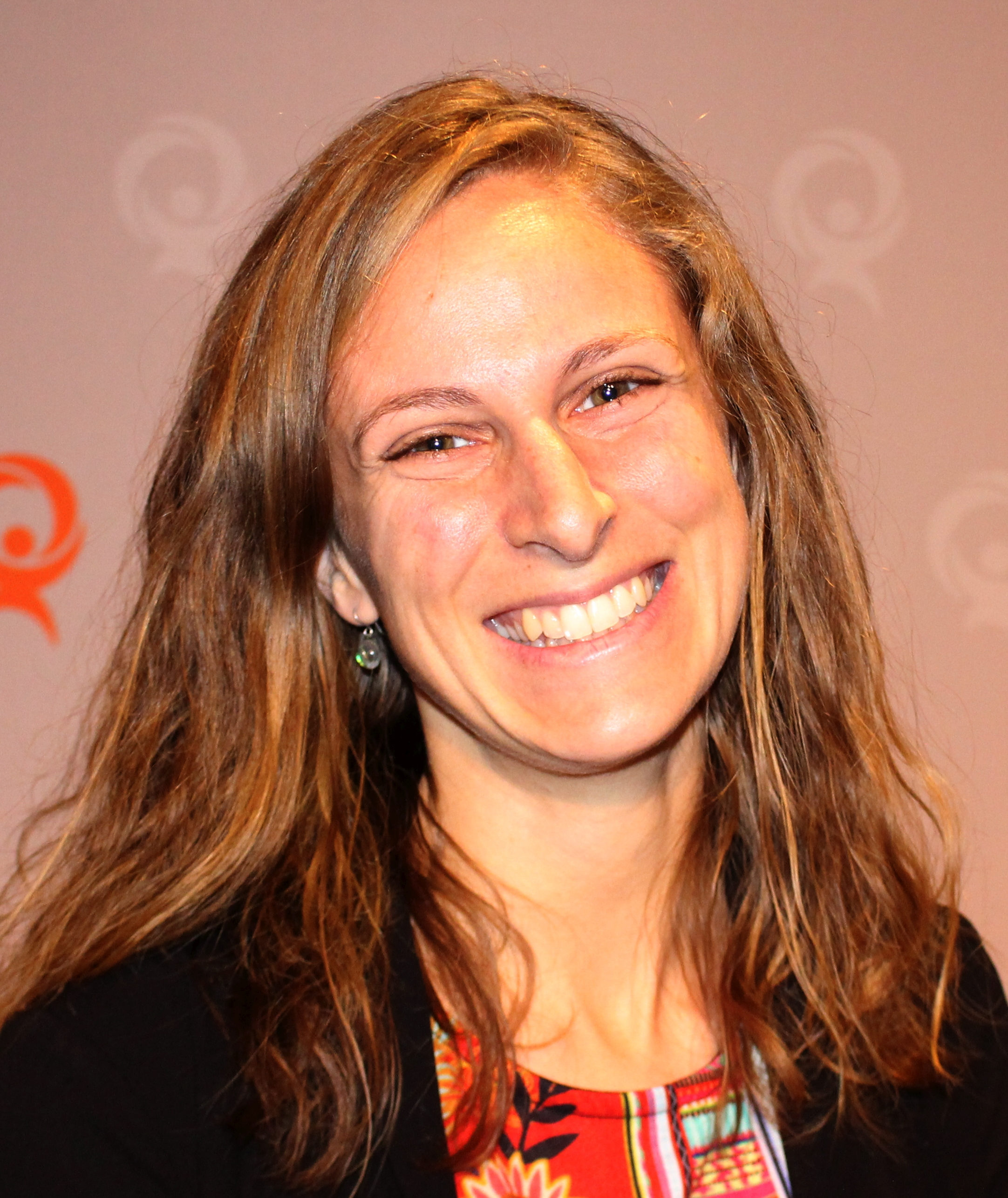
Christine Labrie

Christine Labrie is een Canadese politica voor de partij Québec solidaire. Zij neemt sinds 1 oktober 2018 plaats in het parlement van de provincie Quebec. Labrie vertegenwoordigt het district Sherbrooke, een van de eerste vier districten gewonnen door Québec solidaire die niet op Île de Montréal liggen.